# Третє покоління
Третє покоління (рос. Третье поколение) — радянський художній фільм 1985 року, знятий на кіностудії «Мосфільм».

## Сюжет
На пост голови крайвиконкому призначають директора судноремонтного заводу Дмитра Корепанова. Дмитро має свою точку зору на перспективи розвитку далекосхідного краю. Екологічний експеримент з охорони унікальної природи краю, про який він раніше тільки мріяв, йому доведеться відстоювати крок за кроком…

## У ролях
- Леонід Бакштаєв — Корепанов
- Герман Юшко — Чернов
- Людмила Дребньова — епізод
- Алефтіна Євдокимова — Галина
- Юрій Саранцев — Синиця
- Олег Голубицький — епізод
- Михайло Чигарьов — епізод
- Володимир Широков — епізод
- Герман Качин — епізод
- Володимир Ажиппо — епізод
- Геннадій Гарбук — епізод
- Павло Махотін — епізод
- Валеріан Виноградов — епізод
- Олександр Мильніков — епізод
- Олена Муратова — епізод

## Знімальна група
- Режисер — Ігор Слабневич
- Сценарист — Павло Демидов
- Оператор — Сергій Зайцев
- Композитор — Борис Ричков
- Художник — Геннадій М'ясников